# Maison d'Ignazio Villa
Pour les articles homonymes, voir Villa (homonymie).
La maison d'Ignazio Villa est un bâtiment néo-gothique situé entre Il Prato et la via Santa Lucia à Florence.

## Histoire et description
C'était un des exemples les plus intéressants de l'architecture néo-gothique en Italie, mais la privation de certaines décorations et l'état médiocre de conservation dans lequel elle se trouve aujourd'hui diminuent son importance. 
Le Milanais Ignazio Villa l'a construite lui-même vers 1847, lorsque la zone a été affectée par une intense activité de construction (par exemple la proche Rotonde des Barbetti vers 1845 et la Villa Favard de 1855 à 1858). 